# Néo-mudéjar

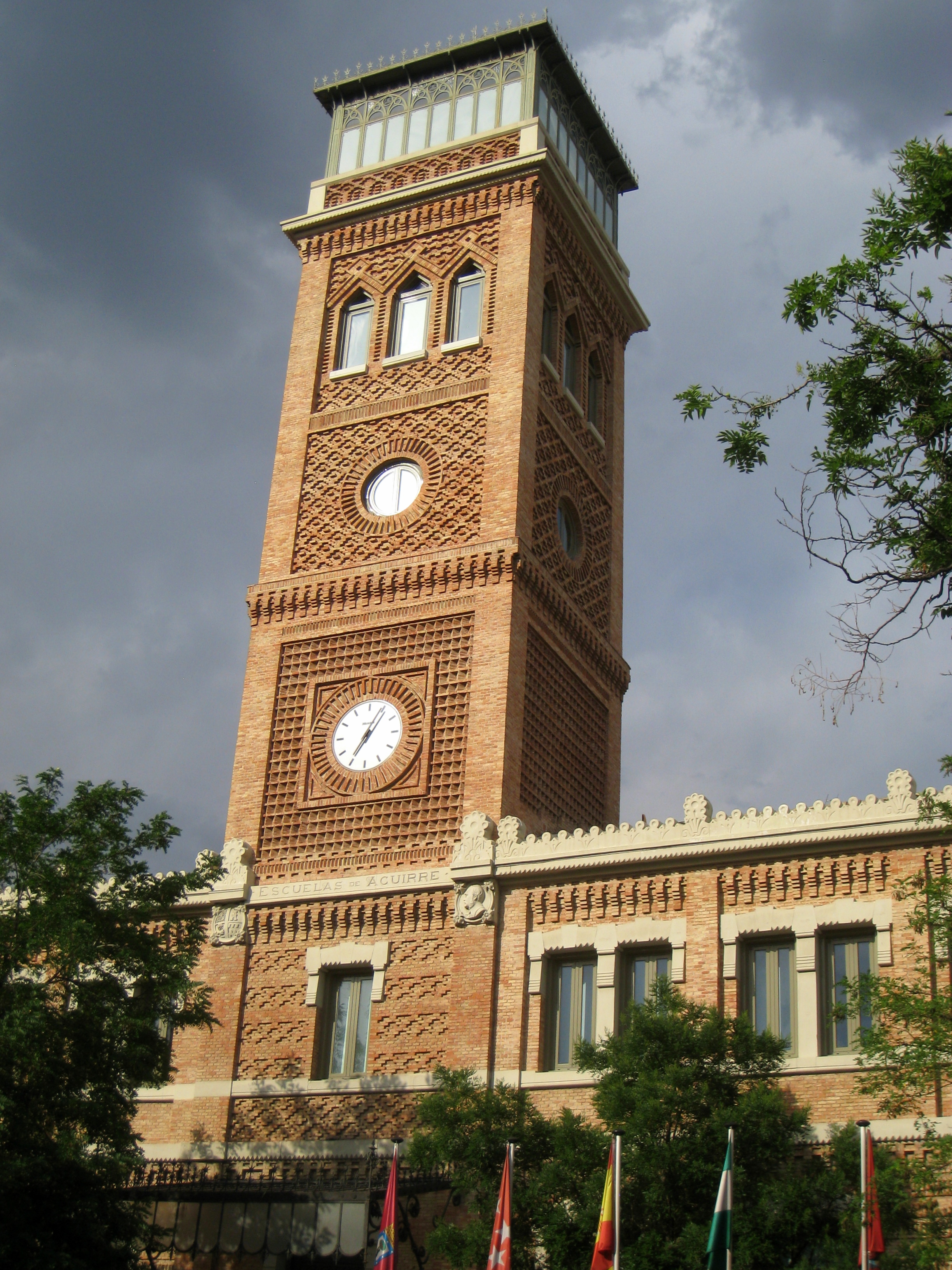
Anciennes Écoles Aguirre, désormais la Casa Árabe de Madrid.

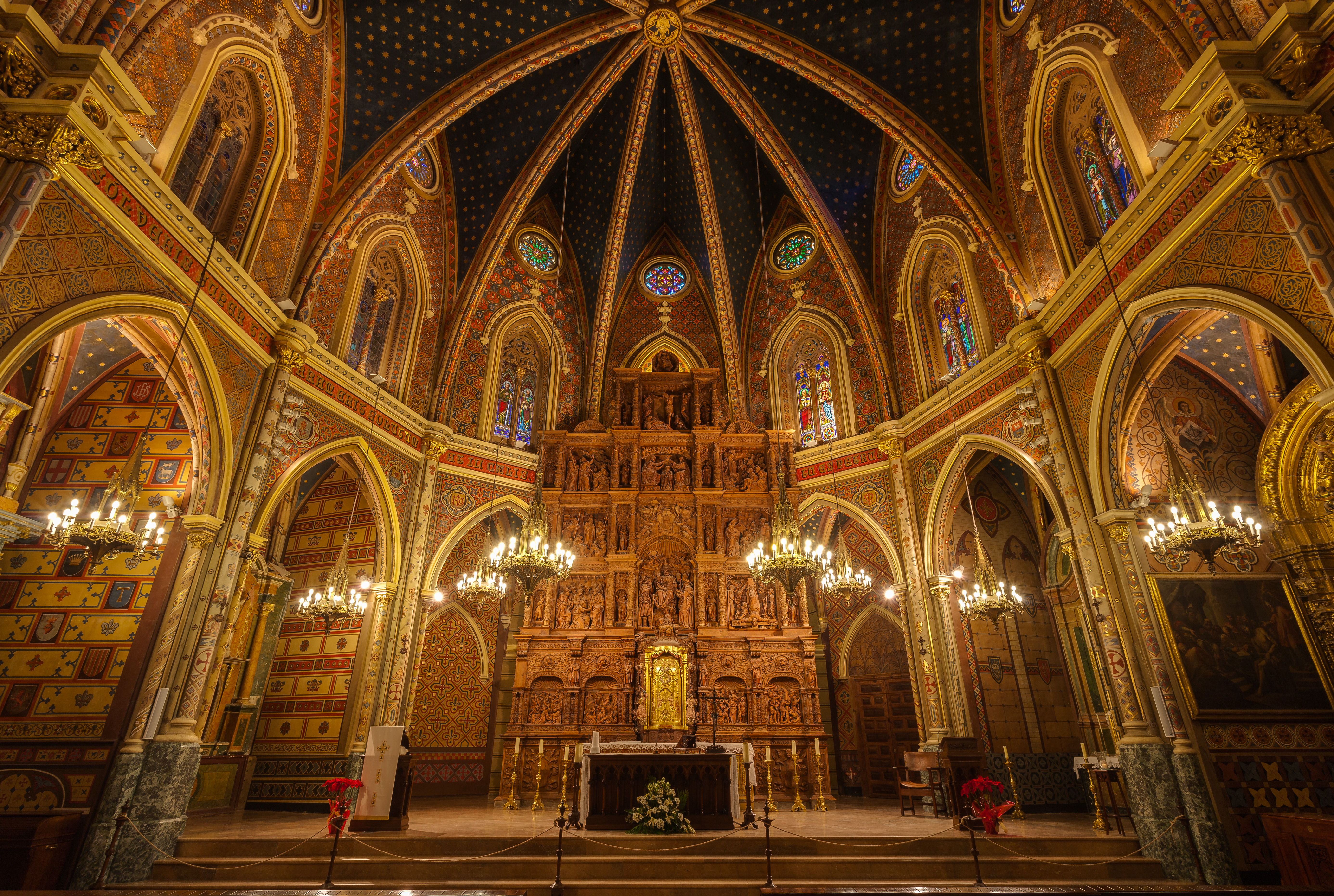
Intérieur de l'église de San Pedro, à Teruel, Patrimoine de l'Humanité de style néo-mudéjar.

Le Néo-mudéjar est un style artistique et architectural qui s'est développé principalement dans la Péninsule Ibérique à la fin du XIXe siècle et au début du XXe siècle (d'environ 1860 à 1925, plus précisément). Il fait partie des courants orientalistes de l'architecture historiciste dominant en Europe à cette époque.
Le nouveau style fut utilisé particulièrement pour des constructions de caractère festif et de loisir, comme des salons de fumeurs, des casinos, des gares, des arènes ou des saunas.
En Espagne, le style néo-mudéjar fut revendiqué comme un style national, du fait qu'il était basé sur un style proprement hispanique (ou perçu comme tel), l'architecture mudéjare. Des architectes comme Emilio Rodríguez Ayuso ou Agustín Ortiz de Villajos commencèrent à concevoir des édifices en utilisant les caractéristiques de l'ancien style, parmi lesquelles les formes abstraites de brique et les arcs outrepassés.
Cependant, ce que l'historiographie a traditionnellement considéré comme néo-mudéjar, sont en fait très souvent des œuvres de style néo-mauresque, étant donné qu'elles utilisent des éléments omeyyades, almoravides et nasrides et que l'unique aspect mudéjar est l'utilisation de la brique visible.
L'appellation néo-mudéjar est donc assez polémique et remise en question par certains spécialistes qui n'y voient qu'une variation du néo-mauresque.
L'Arène de Goya de Rodríguez Ayuso et Lorenzo Álvarez Capra, de 1874, a souvent été considérée comme le début du style néo-mudéjar, et ses architectes furent suivis par d'autres confrères comme Enrique María Repullés y Vargas, Joaquín Rucoba, August Font i Carreras, José Espeliú, Felipe Arbazuza ou Aníbal González.

## Exemples

### Églises

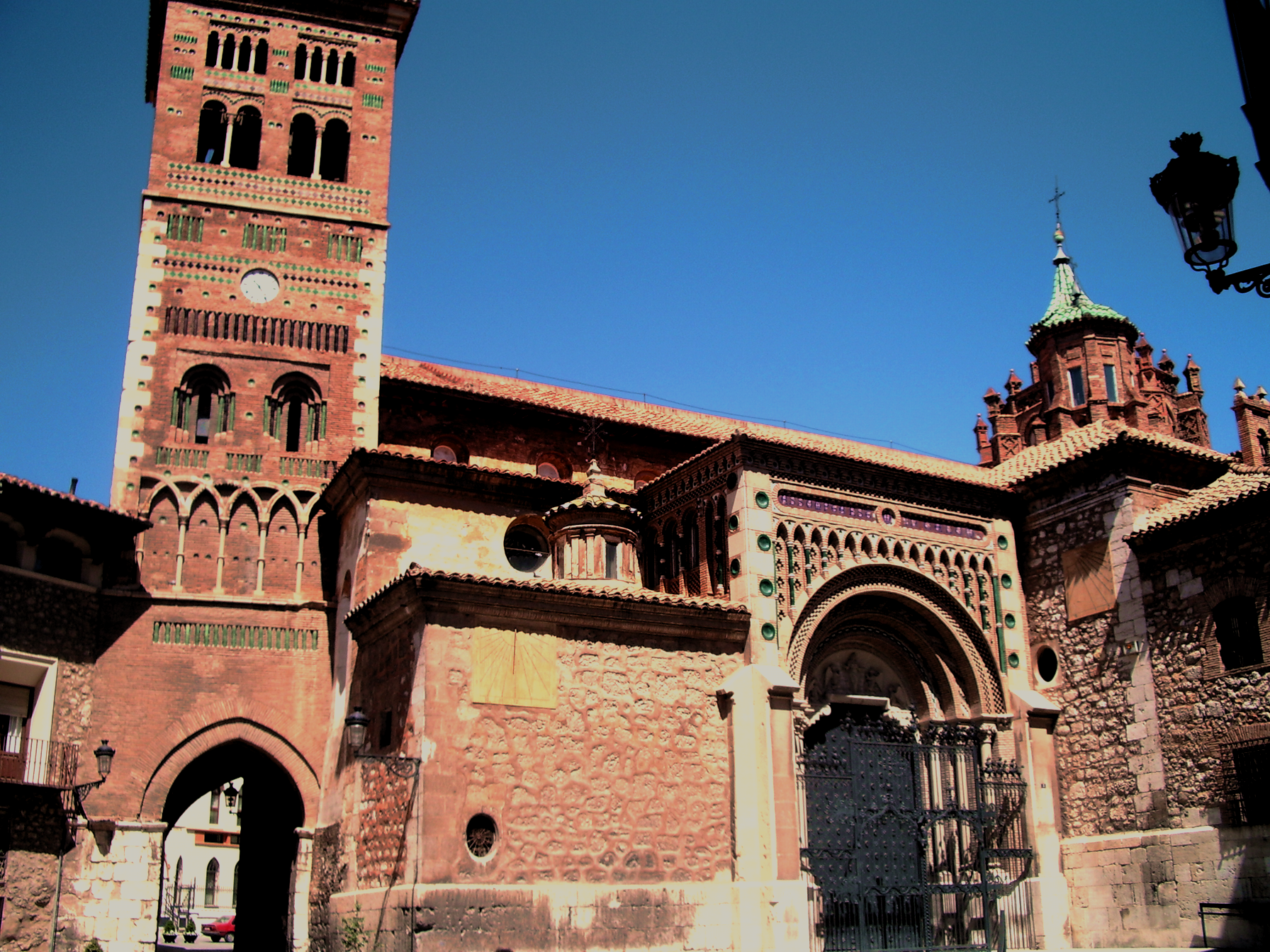
La réforme de la façade de la cathédrale de Teruel de style mudéjar montre la qualité et la tradition de la forge aragonaise dans ses magnifiques balustrades.

Le style néo-mudéjar dut faire face à la concurrence d'autres styles également revendiqués comme styles nationaux, tels que le néo-gothique ou le néo-roman, tous les deux préférés par les autorités ecclésiastiques, du fait de l'importante profusion des styles romans et gothiques pendant le Moyen Âge pour la construction des œuvres religieuses emblématiques. Face à ces styles "chrétiens", l'arabisant néo-mudéjar ne fut donc pas le style majoritairement choisi par l'Église catholique, bien que furent construites quelques églises de ce style à Madrid, comme l'Église Sainte-Christine (es) (1906), l'Église Saint-Mathias (1877), l'Église de la Paloma (es) (1912), de Lorenzo Álvarez Capra, ou l'Église Saint-Firmin des Navarrais (es) (1891) de Carlos Velasco Peinado et Eugenio Jiménez Correa.
En dehors de Madrid on peut trouver :
- l'Église Saint-Joseph (es) de Pinto (1891) ;
- le couvent Saint-François-de-Sales à Barcelone (1877), l'église adjacente étant construite en style néogothique (1895) ;
- la réforme de la façade de la Cathédrale de Teruel (1909)
- l'église du village El Temple (es), dans la province de Huesca, datant de 1947[4].

### Les arènes

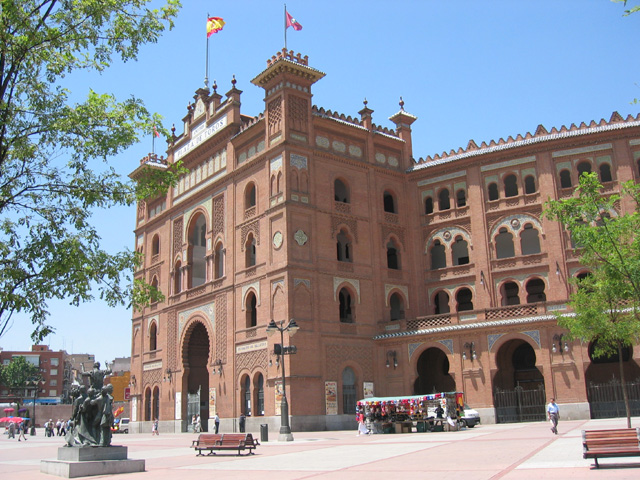
Arène de Las Ventas, Madrid.

Le premier exemple du style néo-mudéjar est l'ancienne Arène de Goya à Madrid, qui se trouve là où s'érige à présent le Palais des Sports de la Communauté de Madrid. Elle fut l’œuvre de Emilio Rodríguez Ayuso et Lorenzo Álvarez Capra. Le style fut à partir de ce moment-là presque obligatoire pour les arènes de toute l'Espagne. Les exemples notables sont : les arènes de Malaga, œuvre de Joaquín Rucoba en 1874 ; l'Arène de El Bibio (Gijón) (es), finie en 1888 selon les plans de Ignacio de Velasco ; l'Arène de Zamora (es), œuvre de Martín Pastells y Papell (es) ; Las Arenas (1900) et La Monumental (1914) de Barcelone, œuvres de Ignasi Mas i Morell (es) et Domènec Sugrañes i Gras ; l'Arène de Grenade (1928), de Ángel Casas ; l'Arène de Caudete, construite par Juan Arellano et Francisco Albalat Navajas en (1910) ; l'actuelle arène de Las Ventas de Madrid, considérée comme le principal représentant du néo-mudéjar taurin ; ou encore celles de Carthagène, de El Puerto de Santa María, de Quintanar de la Orden, d'Oviedo, de Santa Cruz de Tenerife, d'Almería, d'Almendralejo, de Villanueva del Arzobispo, de Villena, de Teruel et d'Albacete. Au Portugal on peut noter les arènes du Campo Pequeno, à Lisbonne.

### Les gares

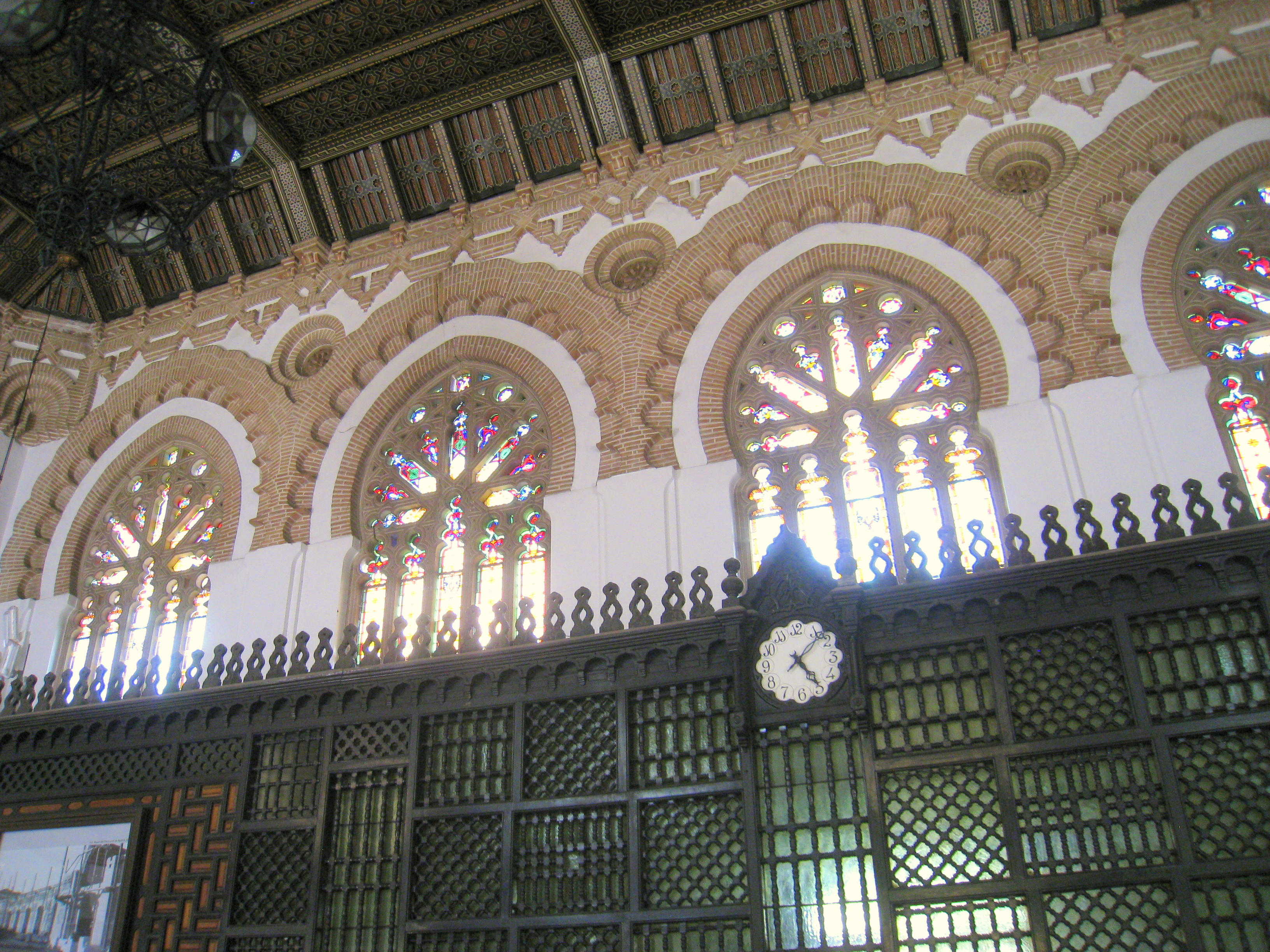
Hall de la gare de Tolède.

Le secteur ferroviaire absorba la majorité des investissements en infrastructures en Espagne entre la moitié du XIXe siècle et la Guerre civile espagnole
Parmi les gares de chemins de fer construites selon les caractéristiques du néo-mudéjar, on notera la gare de Tolède, conçue par Narciso Clavería y de Palacios (es) et terminée en 1920. D'autres exemples avec l'ancienne gare Plaza de Armas (es) de Séville (1901), la gare de Huelva-Termino (es) (1880), la gare d'Aranjuez (es) (1927) et la gare de Jérez de la Frontera (es) (1877 ou 1908).
En Aragon, le style néo-mudéjar put se développer considérablement, en partie grâce à sa propre tradition mudéjare, notamment à Teruel, l'une de ses principales créations, avec la Escalinata de la Estación, œuvre de l'ingénieur José Torán, en 1921.

### Les bâtiments administratifs
- Académie générale militaire
- Casa consistorial de Jaén (es) (1899), siège de la mairie.
- Casa consistorial de Illescas

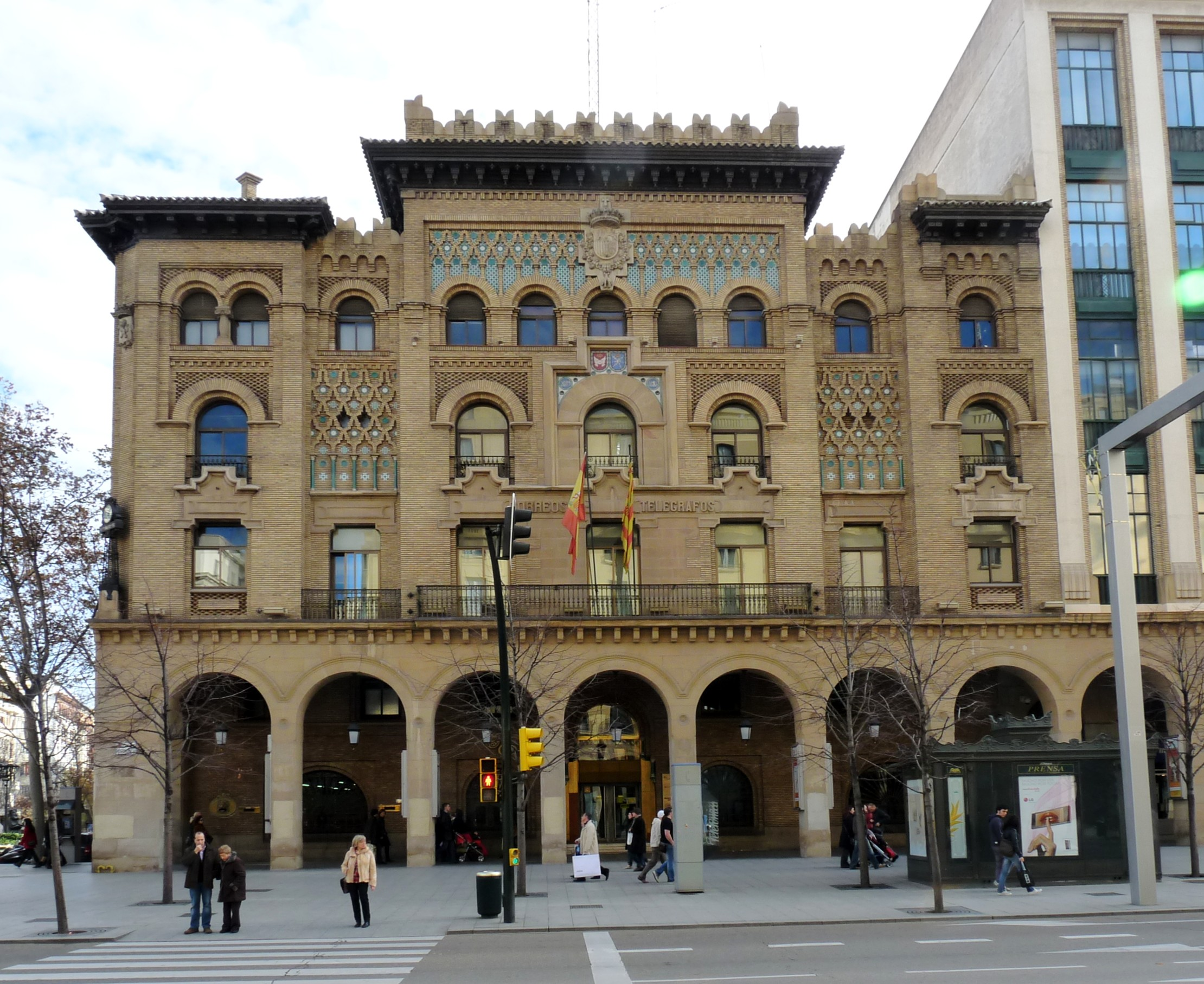
Poste principale de Saragosse.

- Casa de Correos y Telégrafos (Malaga) (es)
- Bureau de Poste de Saragosse

### Les stations balnéaires, casinos et théâtres

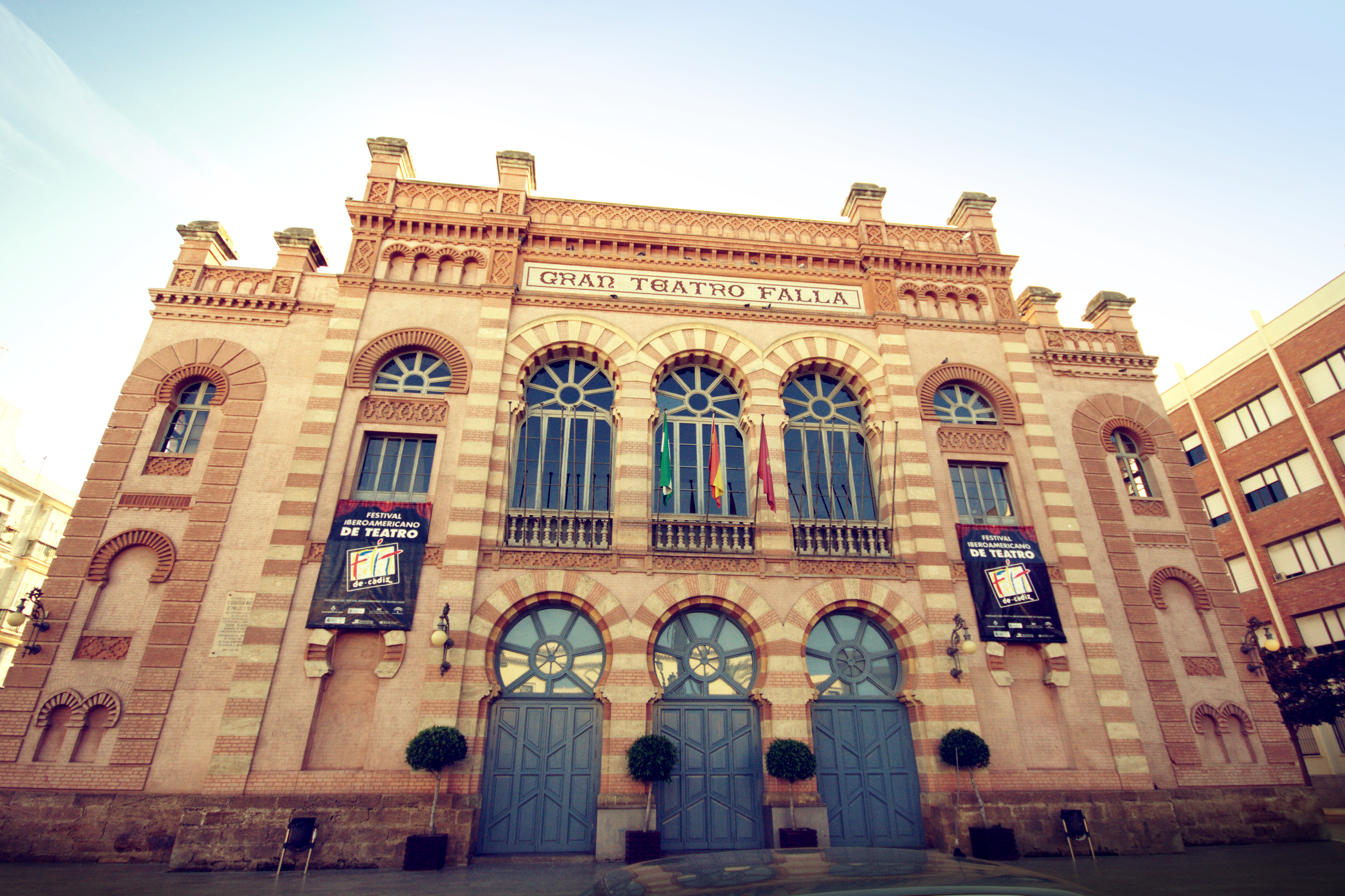
Le Gran Teatro Falla de Cadix.

La consolidation de la bourgeoisie libérale au cours du XIXe siècle favorisa la construction de nouvelles stations balnéaires et la restauration de ceux qui existaient déjà. Pendant la Restauration cette tendance s'étend dans les zones dominées par la nouvelle bourgeoisie, principalement en Catalogne, en Cantabrie, et au Pays basque, ce qui favorise la construction de grands hôtels associés à ces stations balnéaires.
Parmi tous ceux qui furent construits alors, beaucoup utilisèrent l'esthétique néo-mudéjar : le Gran Hotel de Vichy Catalán de Caldes de Malavella, œuvre de Gaietà Buïgas i Monravà (1898) ; les Baños Orientales de la Barceloneta, de August Font i Carreras à Barcelone ; la Balneario de San Lucas, à Mula (1903); et la Balneario de Lanjarón (es), dans la province de Grenade (1928).
Les casinos vécurent eux aussi leur âge d'or avec l'établissement de l'état bourgeois-libéral, point de rencontre de l’aristocratie et de la bourgeoisie de l'époque. Les établissements néo-mudéjar sont le Casino Gaditano, l'Ancien Casino de Tolède (es), le Casino de Téruel et celui de Granja de Torrehermosa.
Parmi les théâtres qui adoptèrent ce style, on notera le Gran Teatro Falla de Cadix, œuvre de Adolfo Morales de los Ríos (es) ainsi que les théâtres madrilènes tels que Teatro Alhambra, disparu et le Théâtre María Guerrero (es), tous les deux étant l’œuvre de Agustín Ortiz de Villajos, d'inspiration grenadine, plus néo-mauresque que néo-mudéjar. Le teatro Chapí (es) montre également quelque influence néomudéjare dans ses façades latérales.

### Les bâtiments industriels

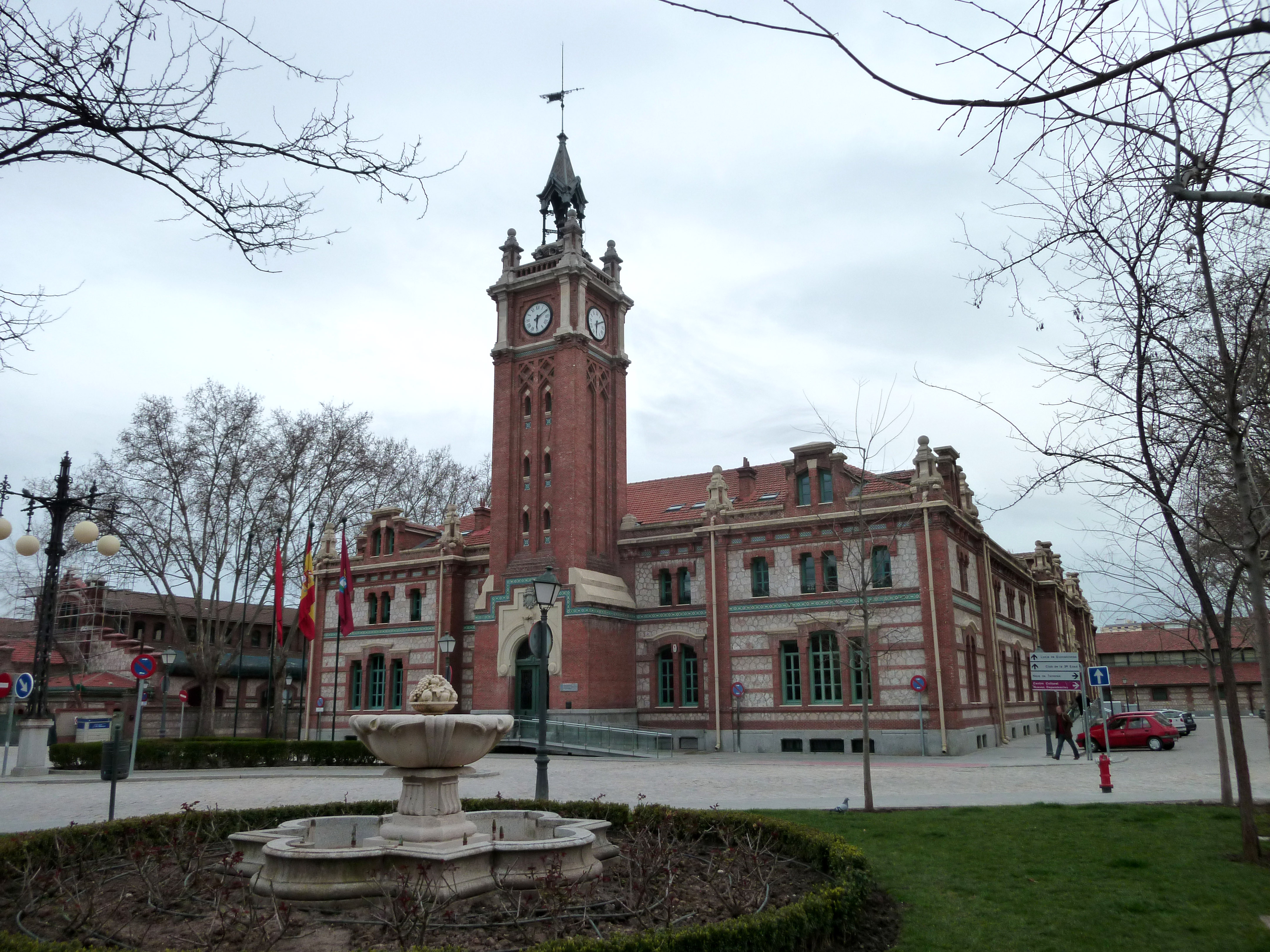
Le pavillon des Services Généraux, appelé également Casa del Reloj, du Matadero Madrid.

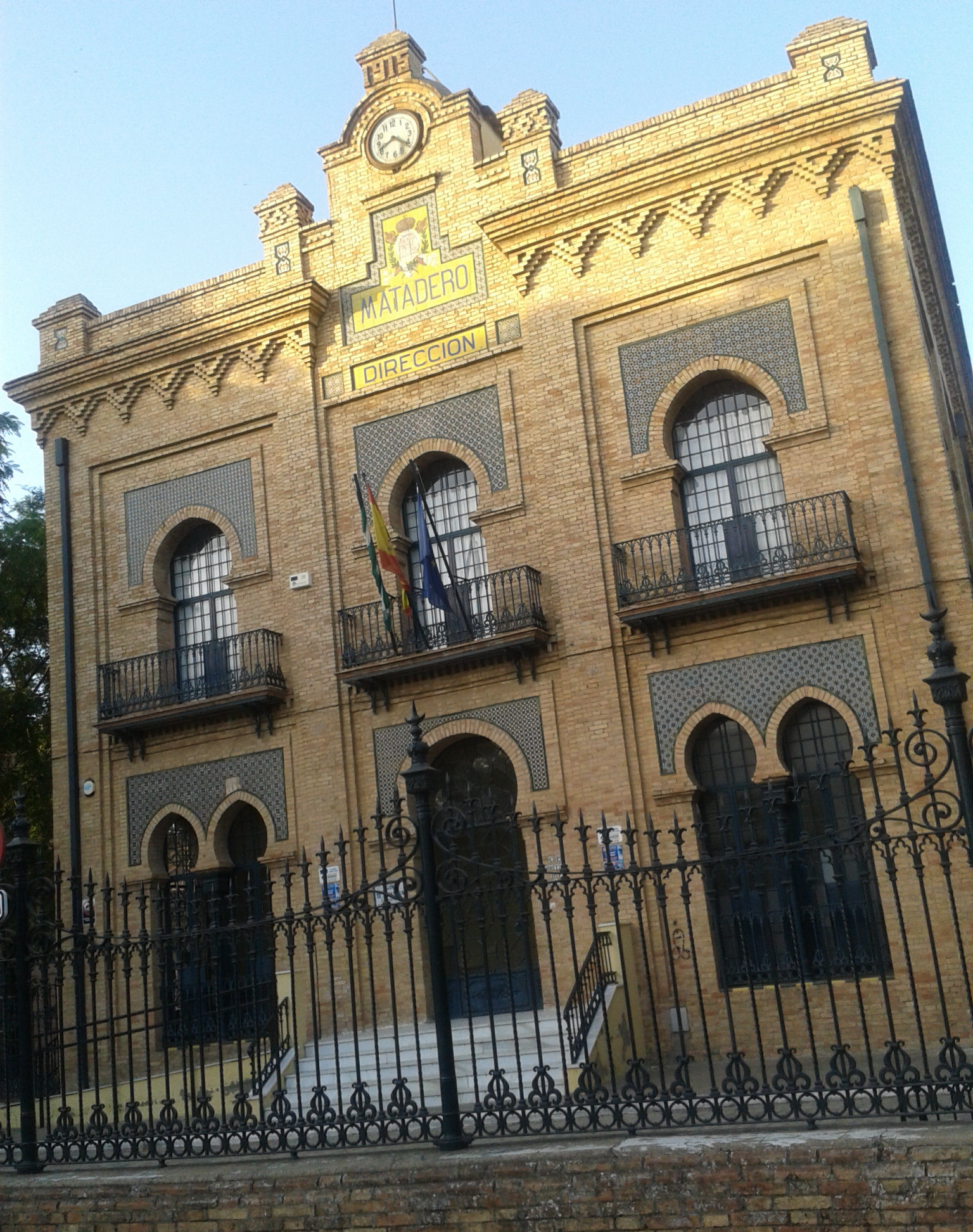
Pavillon de Direction de l'ancien Abattoir de Séville.

La croissance de Madrid et l'arrivée des chemins de fer fit que le sud de la ville se convertit en zone d'expansion et en quartier industriel, en accueillant des quais de charge, des gares de triage, des usines, des entrepôts ainsi que d'autres installations manufacturières et industrielles. Beaucoup d'entre elles furent érigées selon le style néo-mudéjar, comme la Fábrica de cervezas El Águila, devenue ensuite la Biblioteca Regional Joaquín Leguina (es) et œuvre de Eugenio Jiménez Correa (1912) ; l'ancienne fabrique de biscuits PACISA, devenue aujourd'hui le Cirque Price (es) et attribuée à Luis Martínez Díaz ; le Matadero Madrid de Luis Bellido y Gonzalez (es) (1925); les nouvelles installations de la Fabrique royale de tapisserie de José Segundo de Lema (es), fondée originellement en 1720 mais dont la date de restauration est inconnue, bien qu'estimée aux alentours de 1850 ; ou l'ancienne succursale de Caja de Ahorros y Monte de Piedad de Madrid de Fernando Arbós y Tremantí, qui héberge aujourd'hui le centre culturel La Casa Encendida (es).
Il y avait également à Madrid la désormais disparue Fábrica Gal (es) (1915), de Amós Salvador Carreras (es) dont le sol avait la forme d'un polygone irrégulier de neuf côtés. En dehors de Madrid, la également disparue Sucrerie de Marcilla (1899) en Navarre ; la Ceramo de Benicalap (1889), de Josep Ros i Surió; la Usine de farine San José (es) de Tolède ; l'Usine de tabac de Cadix (es), dont le sol avait une forme irrégulière et était couvert de céramique vernie, aujourd'hui dans le Palais des Congrès et Expositions de Cadix.
Un exemple particulier est l'ensemble architectural appelé le Barrage El Salto (es) de El Carpio.

### L'habitat

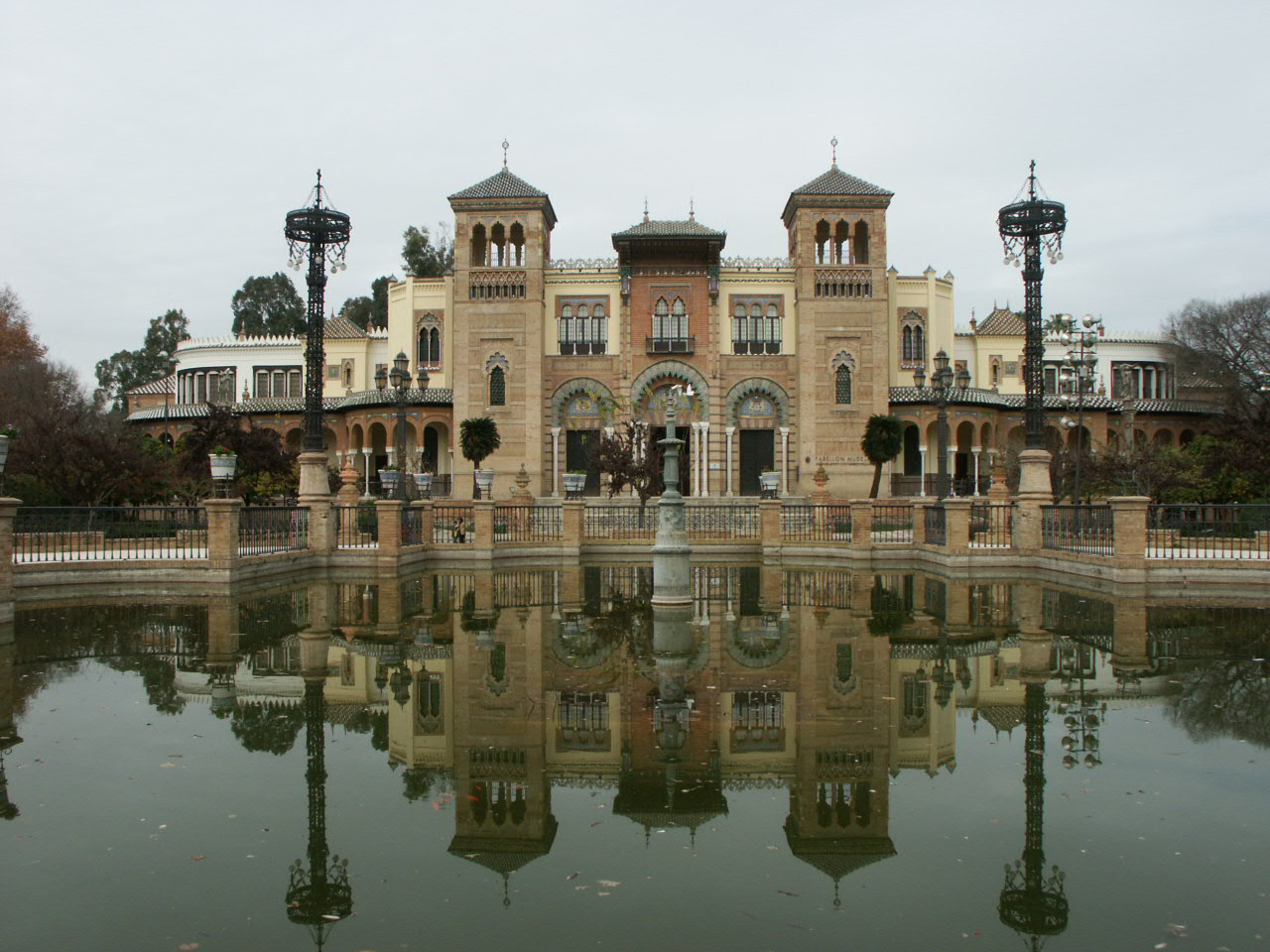
Pavillon mudéjar du Musée des arts et traditions populaires (Séville).

Le style néo-mudéjar devint immédiatement très populaire dans les nouveaux quartiers de Madrid, se manifestant parfois par son apparence la plus basique et modeste, et parfois en déployant des moyens de composition beaucoup plus élaborés, comme c'est le cas des logements collectifs bourgeois qui sont l’œuvre de Marqués de Cubas ou de Francisco Jareño y Alarcón (es). Le matériau principal, la brique, ne revenait pas cher, de même que la main d’œuvre, qui reproduisait le même modèle d'un logement à l'autre. La majeure partie de ce patrimoine, non protégé, a été démoli par la pression immobilière, peu intéressée par des logements humbles de seulement un ou deux étages. Cependant il reste encore de nos jours beaucoup d'exemples remarquables dans les quartiers de la périphérie madrilène et répartis dans toute la région.

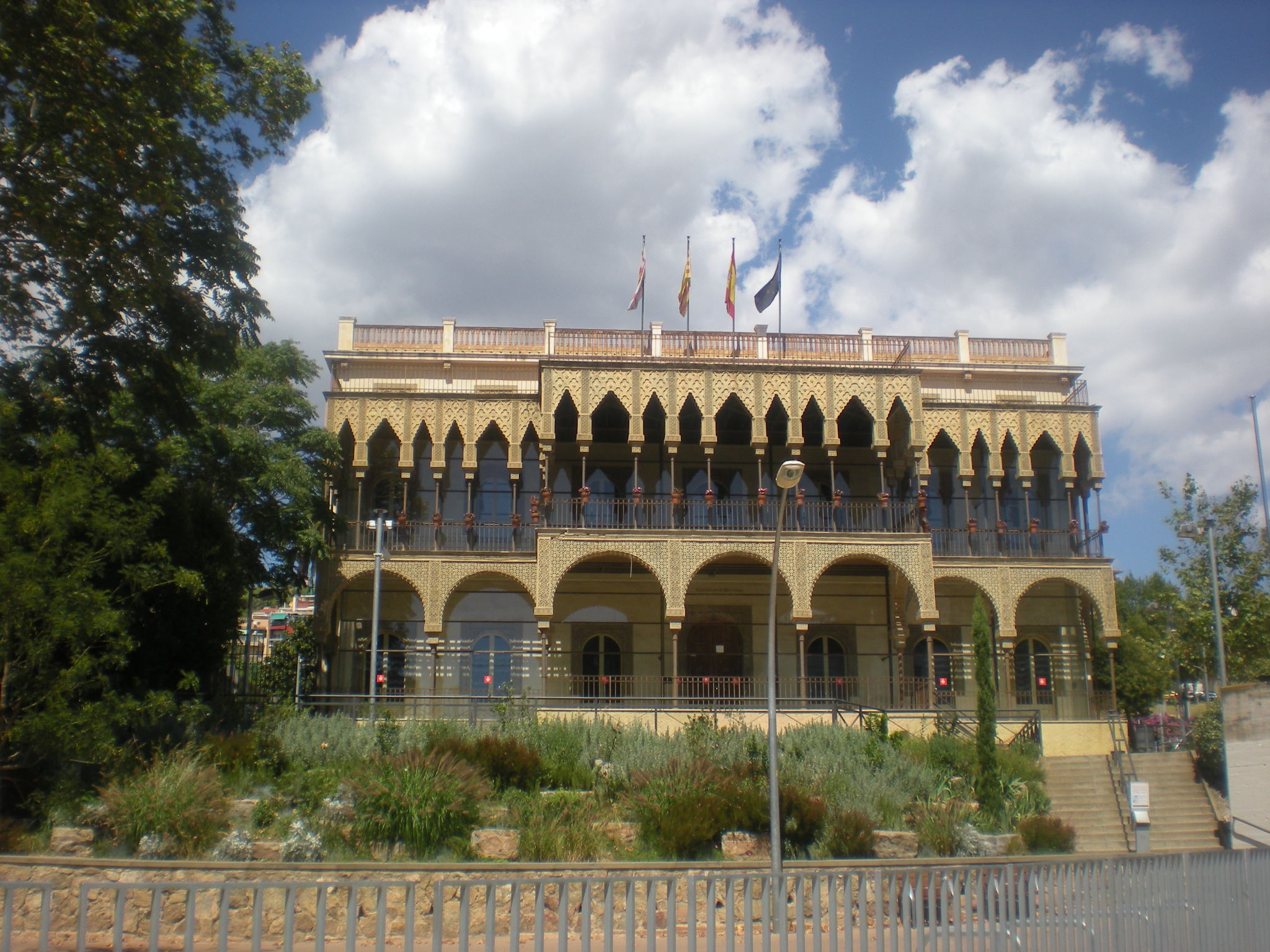
Casa de les Altures, 1890, à Barcelone.

### Autres exemples

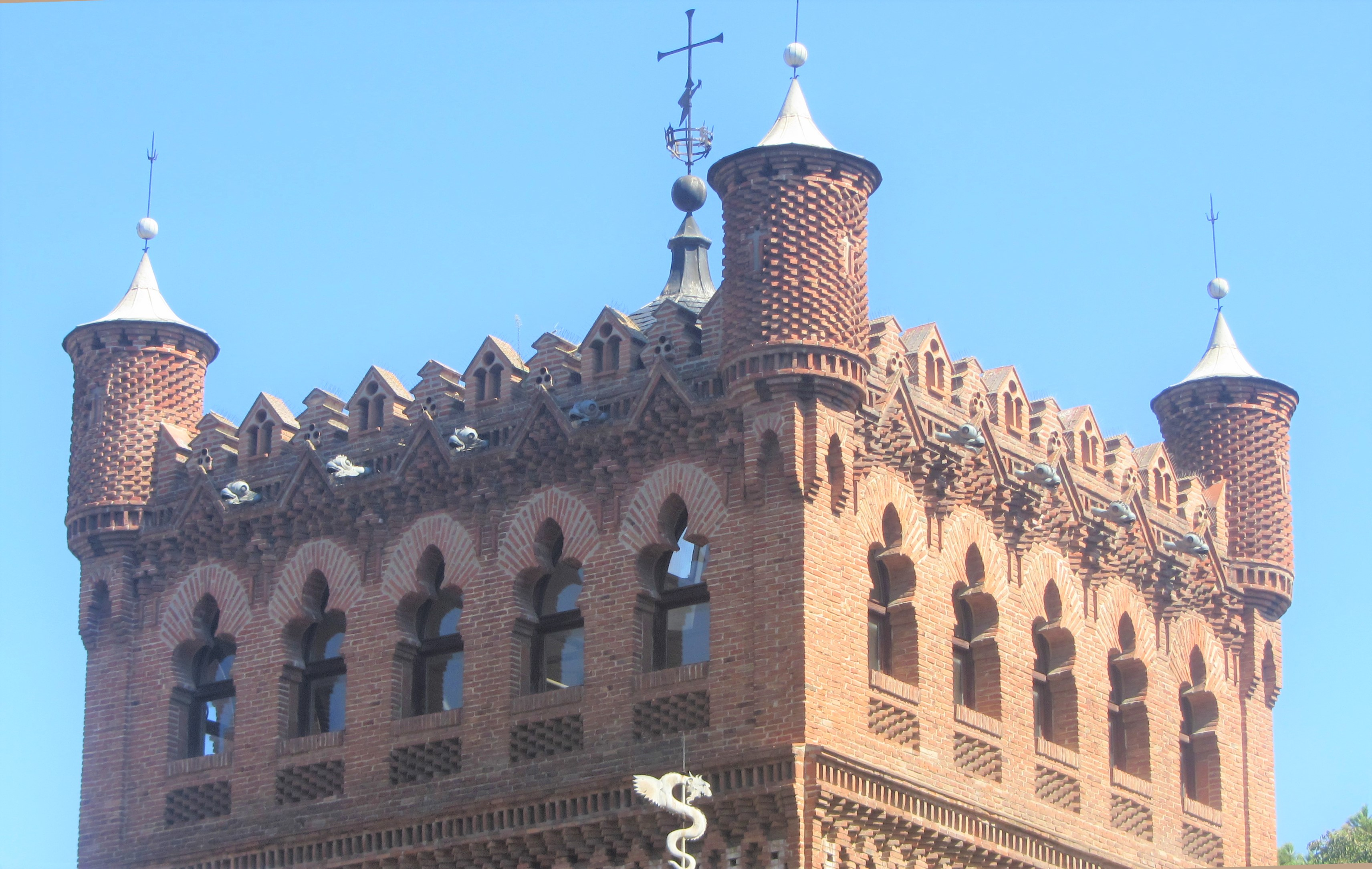
Palais de Laredo à Alcalá de Henares.

Par ailleurs on peut trouver à Madrid la tour du Canal de Isabel II dans la rue de Santa Engracia et les Écoles Aguirre au nord du Parc du Retiro. À Tolède, l'École des Arts et des métiers artistiques (es) de Arturo Mélida (es), qui conserve encore sa façade originale inspirée du style mudéjar tolédan. À Séville, La Adriática a été construite de 1914 à 1922 pour une compagnie d'assurances.
On peut aussi noter certains chais de Jerez de la Frontera, l’amphithéâtre de l'Université de Barcelone et le monument au Sacré Cœur de Jésus à Tolède.